# Petr Přindiš
Petr Přindiš (* 2. května 1989 Karlovy Vary) je český lední hokejista, hrající na postu obránce za HC Baník Sokolov.